# Melanomyza tenicornis
Melanomyza tenicornis är en tvåvingeart som beskrevs av Malloch 1927. Melanomyza tenicornis ingår i släktet Melanomyza och familjen lövflugor.
Artens utbredningsområde är Taiwan. Inga underarter finns listade i Catalogue of Life.